# سیارک ۱۷۱۰۰
سیارک ۱۷۱۰۰ (به انگلیسی: 17100 Kamiokanatsu، نامگذاری:1999JT37) هفده هزار و صدمین سیارک کشف شده‌است که در ۱۰ مه ۱۹۹۹ کشف شد.
قدر مطلق سیارک برابر ۱۹.۵ است.